# Mirkovce
Mirkovce (ungarisch Mérk) ist eine Gemeinde im Osten der Slowakei mit 1451 Einwohnern (Stand 31. Dezember 2024) im Okres Prešov, einem Teil des Prešovský kraj, und wird zur traditionellen Landschaft Šariš gezählt.

## Geographie

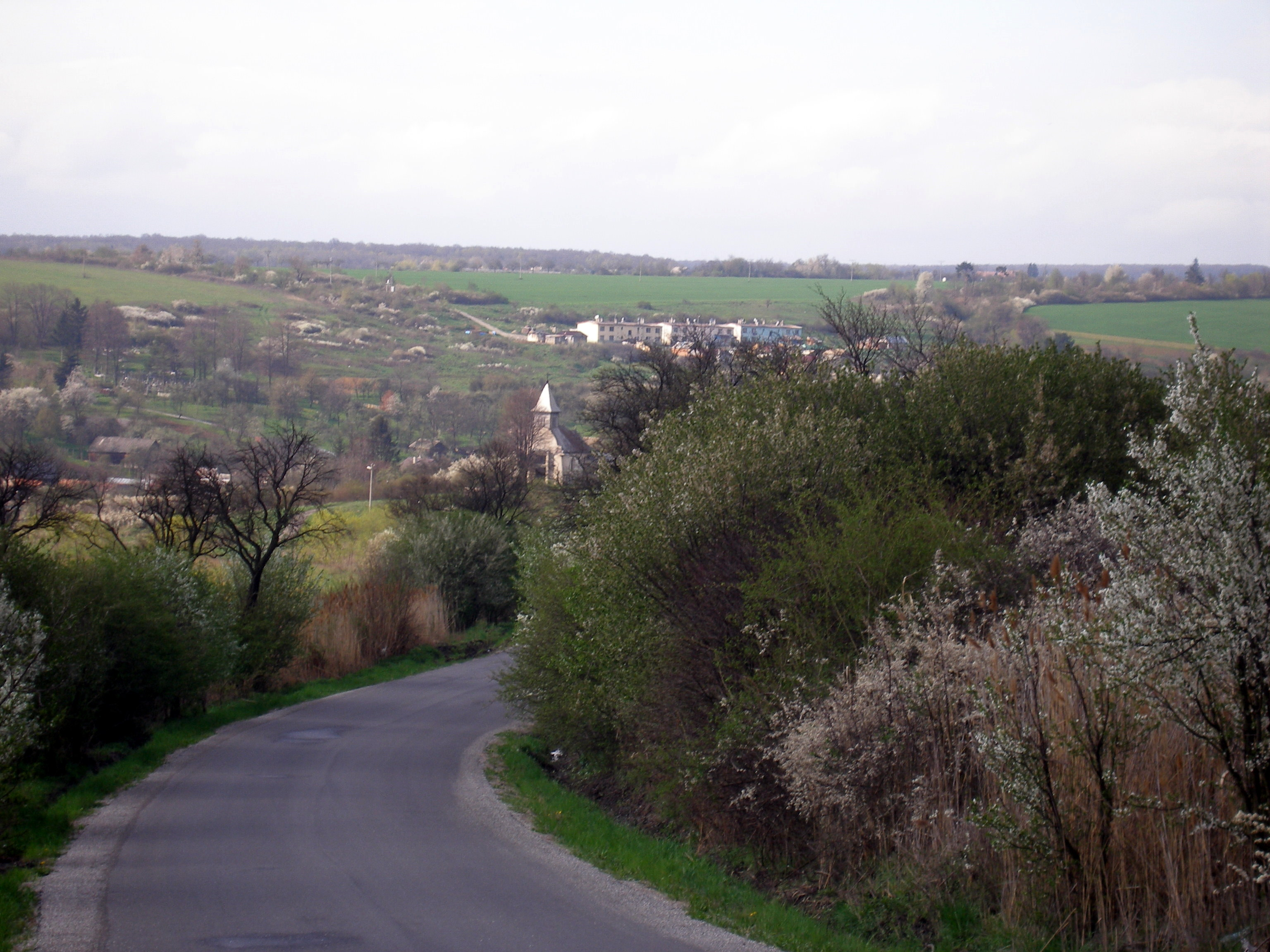
Blick auf den Ort

Die Gemeinde befindet sich im nördlich gelegenen Teil des Talkessels Košická kotlina am Bach Balka. Das Ortszentrum liegt auf einer Höhe von 290 m n.m. und ist 16 Kilometer von Prešov entfernt.
Nachbargemeinden sind Žehňa im Norden, Brestov im Süden, Šarišské Bohdanovce im Südwesten, Drienov im Westen und Petrovany im Nordwesten.

## Geschichte

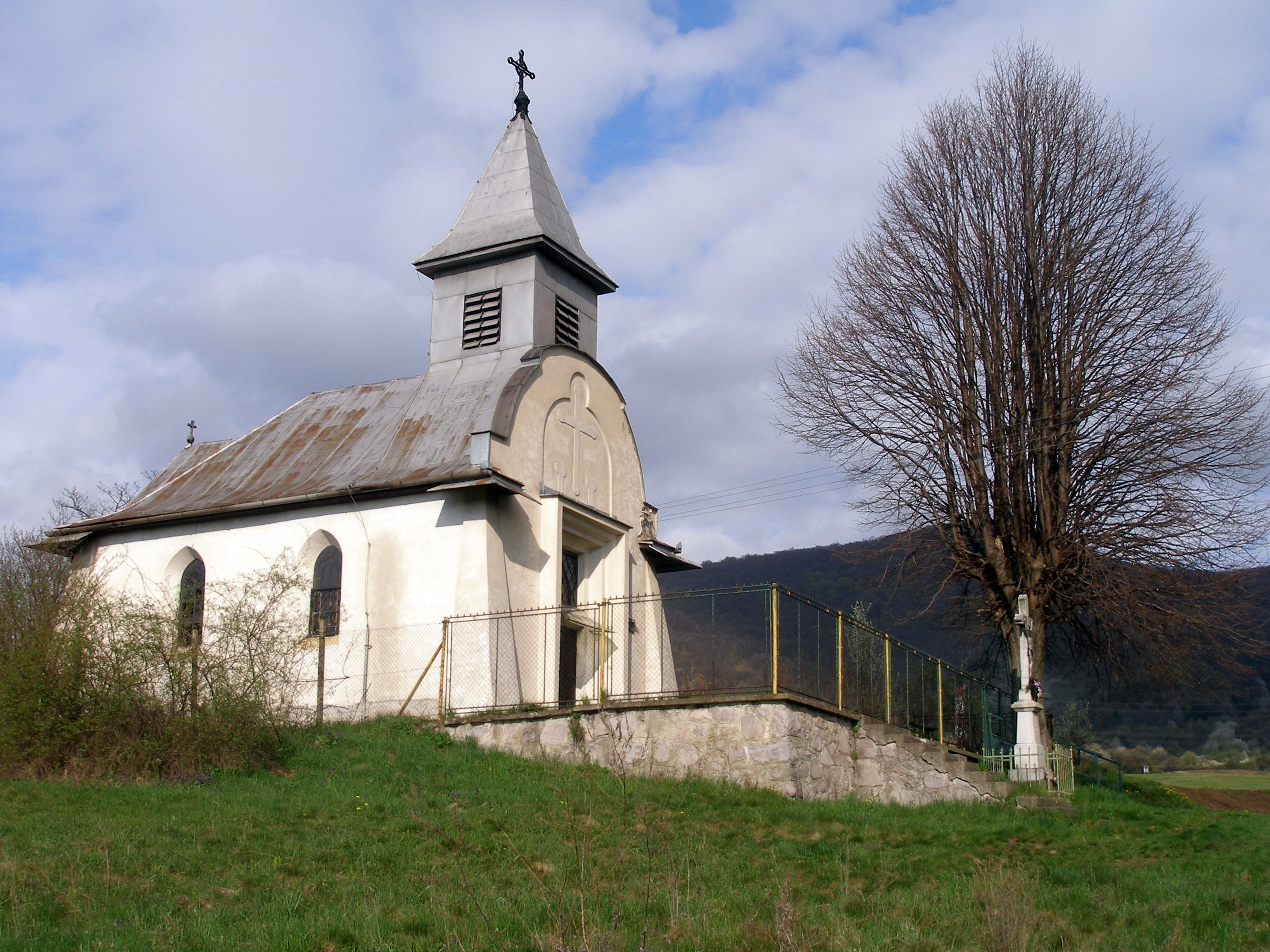
Alte Kirche am Ortsrand

Der Ort wurde zum ersten Mal 1320 als Myrk schriftlich erwähnt. 1427 wurden in einem Steuerverzeichnis 13 Porta verzeichnet. Im 16. Jahrhundert wurde das Geschlecht Segney Gutsbesitzer, gefolgt von der Familie Piller im 18. Jahrhundert. 1828 zählte man 56 Häuser und 435 Einwohner, deren Haupteinnahmequellen Land- und Forstwirtschaft waren. 1863 kam es zur Teilung der Gemeinde in Orte Nižné Mirkovce (damals ungarisch Alsómérk) und Vyšné Mirkovce (damals ungarisch Felsőmérk).
Bis 1918 gehörten die im Komitat Scharosch liegenden Orte zum Königreich Ungarn und kamen danach zur Tschechoslowakei beziehungsweise heute Slowakei. 1944 kam es zum Zusammenschluss beider Orte zur Gemeinde Mirkovce.

## Bevölkerung
| Jahr                | 1994 | 2004     | 2014     | 2024     |
| ------------------- | ---- | -------- | -------- | -------- |
| Anzahl der Personen | 798  | 1030     | 1274     | 1451     |
| Unterschied         |      | +29,07 % | +23,68 % | +13,89 % |

| Jahr                | 2023 | 2024    |
| ------------------- | ---- | ------- |
| Anzahl der Personen | 1431 | 1451    |
| Unterschied         |      | +1,39 % |

Nach der Volkszählung 2011 wohnten in Mirkovce 1204 Einwohner, davon 768 Roma, 331 Slowaken, vier Tschechen und ein Russine. 100 Einwohner machten diesbezüglich keine Angabe. 991 Einwohner bekannten sich zur römisch-katholischen Kirche, 39 Einwohner zur griechisch-katholischen Kirche, 32 Einwohner zur evangelischen Kirche A. B., drei Einwohner zur orthodoxen Kirche, zwei Einwohner zu den Baptisten und jeweils ein Einwohner zu den Zeugen Jehovas, zur kongregationalistischen Kirche sowie zur tschechoslowakischen hussitischen Kirche; ein Einwohner bekannte sich zu einer anderen Konfession. 21 Einwohner waren konfessionslos und bei 112 Einwohnern wurde die Konfession nicht ermittelt.

## Bauwerke

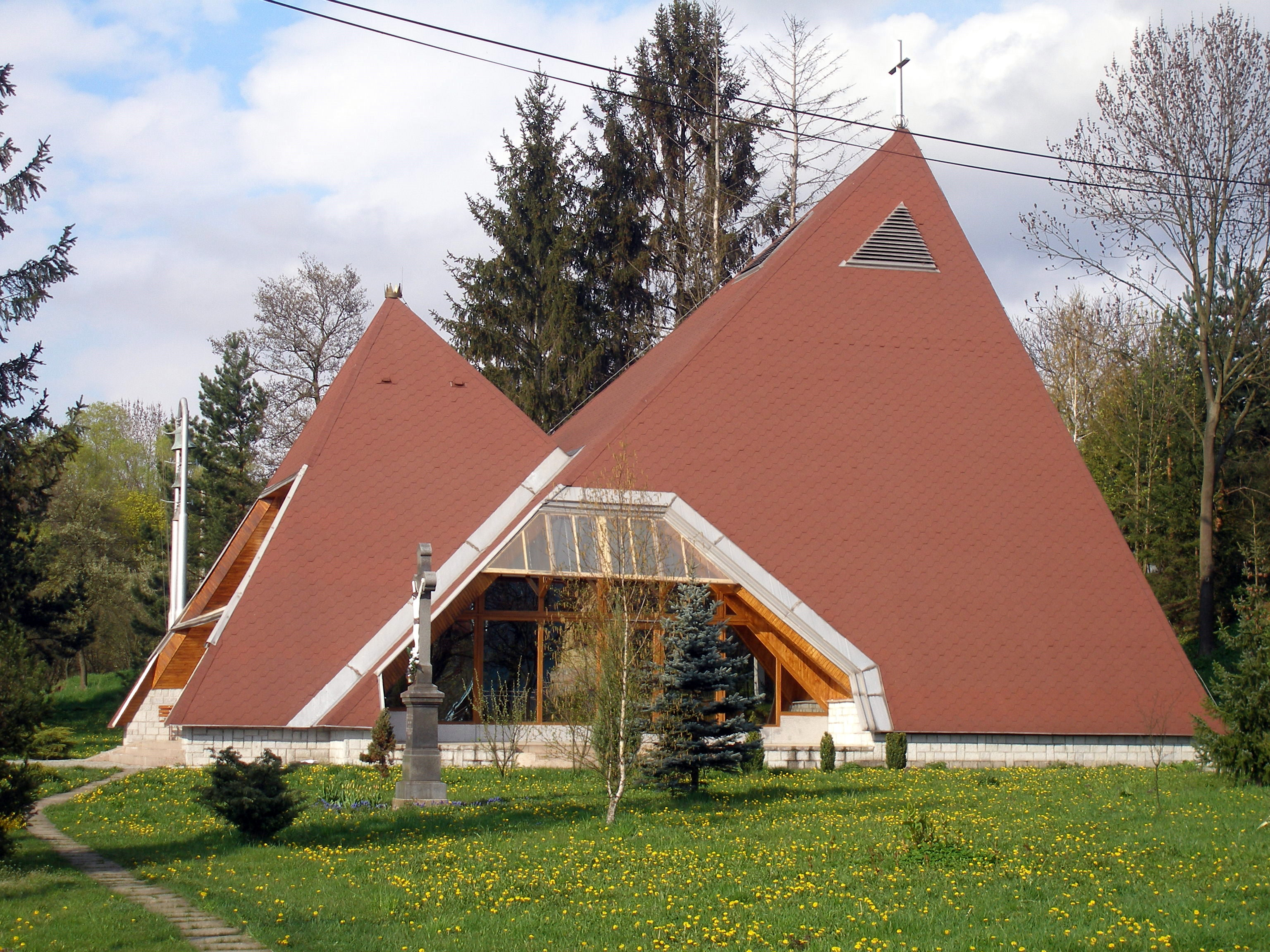
Christkönigskirche in der Ortsmitte

- moderne römisch-katholische Christkönigskirche aus dem Jahr 1999